# Cuarto Gobierno Fraga
El Cuarto Gobierno Fraga es el gobierno de Galicia entre el 17 de diciembre de 2001 y el 4 de agosto de 2005, durante la VI legislatura del Parlamento de Galicia. Está presidido por Manuel Fraga.

## Historia
Liderado por el presidente saliente Manuel Fraga, este gobierno está formado por el Partido Popular único de Galicia (PPdeG). Tiene el 54,7% de los escaños del Parlamento de Galicia.
Se formó tras las elecciones gallegas del 21 de octubre de 2001, en las que se produjo un ligero descenso del Partido Popular de Galicia, que conservó su mayoría absoluta, y del Bloque Nacionalista Galego (BNG), que siguió siendo el principal partido de la oposición, así como del Ligero ascenso del Partido de los Socialistas de Galicia (PSdeG-PSOE).

## Composición
| | |                                                                              |                                                                              |  |
| Cuarto Gobierno de Manuel Fraga                                                                                   | |                                                                              |                                                                              |  |
| 17 de diciembre de 2001 - 4 de agosto de 2005                                                                     | |                                                                              |                                                                              |  |
| | Partido Popular de Galicia                                                                                        |                                                                              |                                                                              |  |
| | Independiente |                                                                              |                                                                              |  |
| Presidente | Presidente |                                                                              | Manuel Fraga Iribarne 17 de diciembre de 2001-4 de agosto de 2005            |  |
| Vicepresidente Primero                                                                                            | Vicepresidente Primero                                                                                            |                                                                              | Alberto Núñez Feijóo 14 de septiembre de 2004-4 de agosto de 2005            |  |
| Vicepresidente Segundo                                                                                            | Vicepresidente Segundo                                                                                            |                                                                              | José Manuel Barreiro 14 de septiembre de 2004-4 de agosto de 2005            |  |
| Presidencia, Relaciones Institucionales y Administración Pública                                                  | Presidencia, Relaciones Institucionales y Administración Pública                                                  |                                                                              | Jaime Pita Varela 17 de diciembre de 2001-4 de agosto de 2005                |  |
| Economía y Hacienda                                                                                               | Economía y Hacienda                                                                                               |                                                                              | José Antonio Orza Fernández 17 de diciembre de 2001-4 de agosto de 2005      |  |
| Política Territorial, Obras Públicas y Vivienda                                                                   | Política Territorial, Obras Públicas y Vivienda                                                                   |                                                                              | José Cuiña Crespo 17 de diciembre de 2001-16 de enero de 2003                |  |
| Política Territorial, Obras Públicas y Vivienda                                                                   | Política Territorial, Obras Públicas y Vivienda                                                                   | Alberto Núñez Feijóo 16 de enero de 2003-4 de agosto de 2005                 |                                                                              |  |
| Educación y Ordenación Universitaria                                                                              | Educación y Ordenación Universitaria                                                                              |                                                                              | Celso Currás Fernández 17 de diciembre de 2001-4 de agosto de 2005           |  |
| Industria y Comercio                                                                                              | Industria y Comercio                                                                                              |                                                                              | Juan Rodríguez Yuste 17 de diciembre de 2001-4 de agosto de 2005             |  |
| Política Agroalimentaria y Desarrollo Rural                                                                       | Política Agroalimentaria y Desarrollo Rural                                                                       |                                                                              | Juan Miguel Diz Guedes 17 de diciembre de 2001-14 de septiembre de 2004      |  |
| Política Agroalimentaria y Desarrollo Rural                                                                       | Política Agroalimentaria y Desarrollo Rural                                                                       | José Antonio Santiso Miramontes 14 de septiembre de 2004-4 de agosto de 2005 |                                                                              |  |
| Cultura, Comunicación Social y Turismo                                                                            | Cultura, Comunicación Social y Turismo                                                                            |                                                                              | Jesús Pérez Varela 17 de diciembre de 2001-4 de agosto de 2005               |  |
| Sanidad | Sanidad |                                                                              | José María Hernández Cochón 17 de diciembre de 2001-14 de septiembre de 2004 |  |
| Sanidad | Sanidad | José Manuel González Álvarez 14 de septiembre de 2004-4 de agosto de 2005    |                                                                              |  |
| Pesca y Asuntos Marítimos                                                                                         | Pesca y Asuntos Marítimos                                                                                         |                                                                              | Enrique César López Veiga 17 de diciembre de 2001-4 de agosto de 2005        |  |
| Justicia, Interior y Administración Local                                                                         | Justicia, Interior y Administración Local                                                                         |                                                                              | Antonio Pillado Montero 17 de diciembre de 2001-20 de junio de 2003          |  |
| Justicia, Interior y Administración Local                                                                         | Justicia, Interior y Administración Local                                                                         | Jesús Palmou Lorenzo 20 de junio de 2003-4 de agosto de 2005                 |                                                                              |  |
| Familia, Promoción del Empleo, Mujer y Juventud (2001-2003) Familia, Juventud, Deporte y Voluntariado (2003-2005) | Familia, Promoción del Empleo, Mujer y Juventud (2001-2003) Familia, Juventud, Deporte y Voluntariado (2003-2005) |                                                                              | Manuela López Besteiro 17 de diciembre de 2001-20 de enero de 2003           |  |
| Familia, Promoción del Empleo, Mujer y Juventud (2001-2003) Familia, Juventud, Deporte y Voluntariado (2003-2005) | Familia, Promoción del Empleo, Mujer y Juventud (2001-2003) Familia, Juventud, Deporte y Voluntariado (2003-2005) | Pilar Rojo Noguera 20 de enero de 2003-4 de agosto de 2005                   |                                                                              |  |
| Medioambiente y Desarrollo Sostenible                                                                             | Medioambiente y Desarrollo Sostenible                                                                             |                                                                              | José Carlos del Álamo Jiménez 17 de diciembre de 2001-20 de enero de 2003    |  |
| Medioambiente y Desarrollo Sostenible                                                                             | Medioambiente y Desarrollo Sostenible                                                                             | José Manuel Barreiro 20 de enero de 2003-4 de agosto de 2005                 |                                                                              |  |
| Asuntos Sociales (2001-2003) Asuntos Sociales, Empleo y Relaciones Laborales (2003-2005)                          | Asuntos Sociales (2001-2003) Asuntos Sociales, Empleo y Relaciones Laborales (2003-2005)                          |                                                                              | María Corina Porro Martínez 17 de diciembre de 2001-20 de enero de 2003      |  |
| Asuntos Sociales (2001-2003) Asuntos Sociales, Empleo y Relaciones Laborales (2003-2005)                          | Asuntos Sociales (2001-2003) Asuntos Sociales, Empleo y Relaciones Laborales (2003-2005)                          | María José Cimadevilla Cea 20 de enero de 2003-14 de septiembre de 2004      |                                                                              |  |
| Asuntos Sociales (2001-2003) Asuntos Sociales, Empleo y Relaciones Laborales (2003-2005)                          | Asuntos Sociales (2001-2003) Asuntos Sociales, Empleo y Relaciones Laborales (2003-2005)                          | Belén Prado Sanjurjo 14 de septiembre de 2004-4 de agosto de 2005            |                                                                              |  |
| Emigración y Cooperación Exterior                                                                                 | Emigración y Cooperación Exterior                                                                                 |                                                                              | Aurelio Miras Portugal 17 de diciembre de 2001-4 de agosto de 2005           |  |